# Френч-Ривер
Френч-Ри́вер (англ. French River, «Французская река») — река в Центральном Онтарио (Канада).

## География
Берёт начало на юго-западе озера Ниписсинг и течёт на юго-запад, впадает в залив Джорджиан-Бей озера Гурон. Длина реки равна 110 километрам. На большей части своего течения река является границей между округами Садбери и Парри-Саунд и одновременно между Северным и Южным Онтарио. Высота истока — 195 м над уровнем моря. Высота устья — 177 м над уровнем моря.
Френч-Ривер — типичная река, текущая по Канадскому щиту и имеющая каменистые берега, заросшие лесом в верховьях. На своём пути река делится на два рукава, охватывающих остров Эйтин-Майлз (англ. Eighteen Miles Island, «Восемнадцатимильный остров»), соединяется, прорывается через узкое ущелье и при впадении в Джорджиан-Бей образует обширную дельту, вновь разделяясь на три основных рукава (западный, восточный и главный) и бесчисленное число проток разной ширины, как текущих в узких теснинах, образуя быстрины, перекаты и водопады, так и образующих широкие пространства открытой воды.

## История
Задолго до появления европейцев жившие здесь индейцы использовали реку для ближних и дальних путешествий. Первым европейцем, проплывшим в 1615 по реке, был известный французский путешественник и основатель Квебека Самюэль де Шамплен. С 1615 по 1821 год река была частью основного транспортного коридора для торговцев пушниной на пути от Монреаля к Великим озёрам и дальше на Запад (река Оттава — река Маттава — озеро Ниписсинг — река Френч-Ривер — озеро Гурон — озеро Верхнее). По реке проплывали многие известные первопроходцы — Пьер-Эспри Радиссон, Саймон Фрейзер, Александр Маккензи, Дэвид Томпсон и многие другие. Но главным действующим лицом на этой реке на два столетия стал безвестный вояжёр-мехоторговец.
В настоящее время река используется только в рекреационных целях. Френч-Ривер популярна среди каноистов и байдарочников. Развито спортивное и любительское рыболовство, ловится судак, окунь, щука, маскинонг.
Река получила такое название от индейцев оджибве, так как она принесла на их земли французов — путешественников, торговцев пушниной и миссионеров. В 1986 году река Френч-Ривер включена в Список охраняемых рек Канады (Canadian Heritage Rivers).
В 1989 году для защиты уникальной природы реки был создан провинциальный парк Френч-Ривер, который имеет ширину от 6 до 28 км и охватывает площадь более 51 000 гектаров, включая 200 километров основного русла и главных проток.

## Особенности реки
- Геологическое обнажение Канадского щита, образовавшегося от 900 до 1600 миллионов лет назад, можно наглядно увидеть на участке реки у водопада Recollet Falls.

- Захватывающий вид выходов коренных пород в дельте реки, имеющих ледниковое происхождение.

- Более 450 видов растений в бассейне реки, в том числе 8 редких, представляющих как арктическую растительность, так и растительность региона Великих озёр и реки Святого Лаврентия.

- Обширные заболоченные участки дельты реки, на которых растет самое большое число папоротника Virginia Chain. Обитателем этих мест является и самая большая популяция гремучих змей, а также одной из разновидностей мелкой щуки.

- Большое число мест исключительной природной красоты, включая крутые неприступные берега, перекаты и водопады.

## Галерея

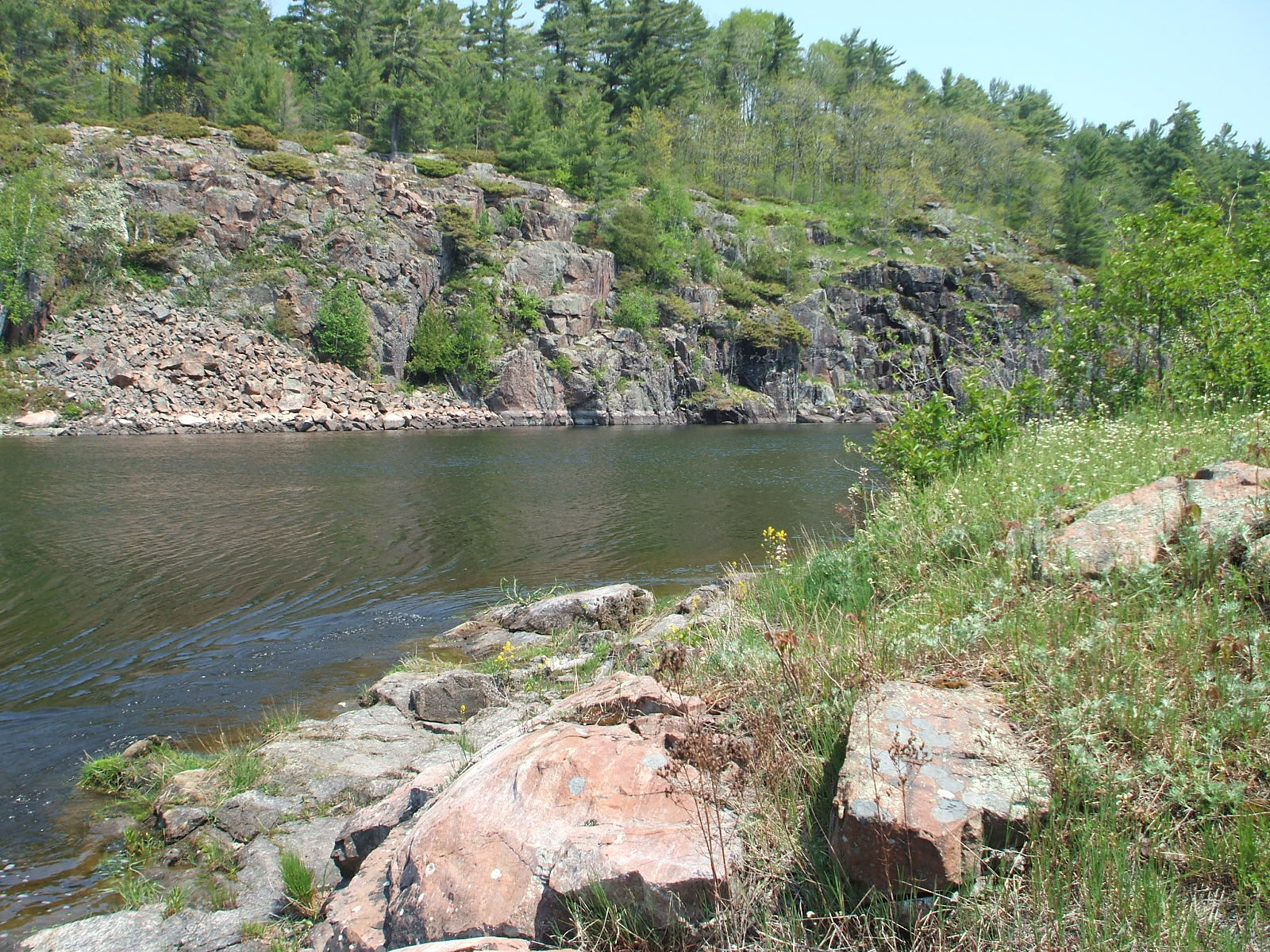
Скальные выходы Канадского щита по берегам Френч-Ривер
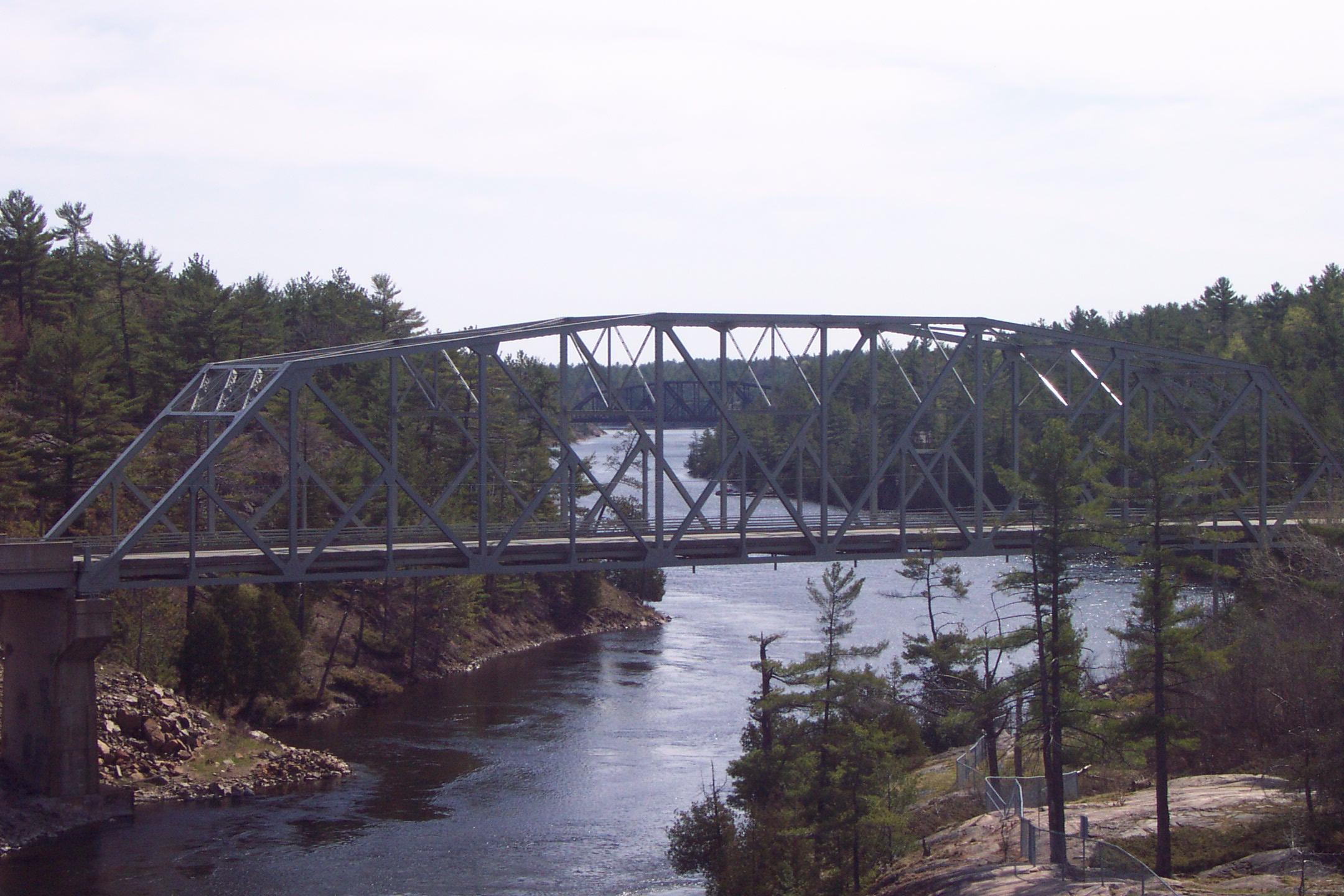
Мост через реку Френч-Ривер
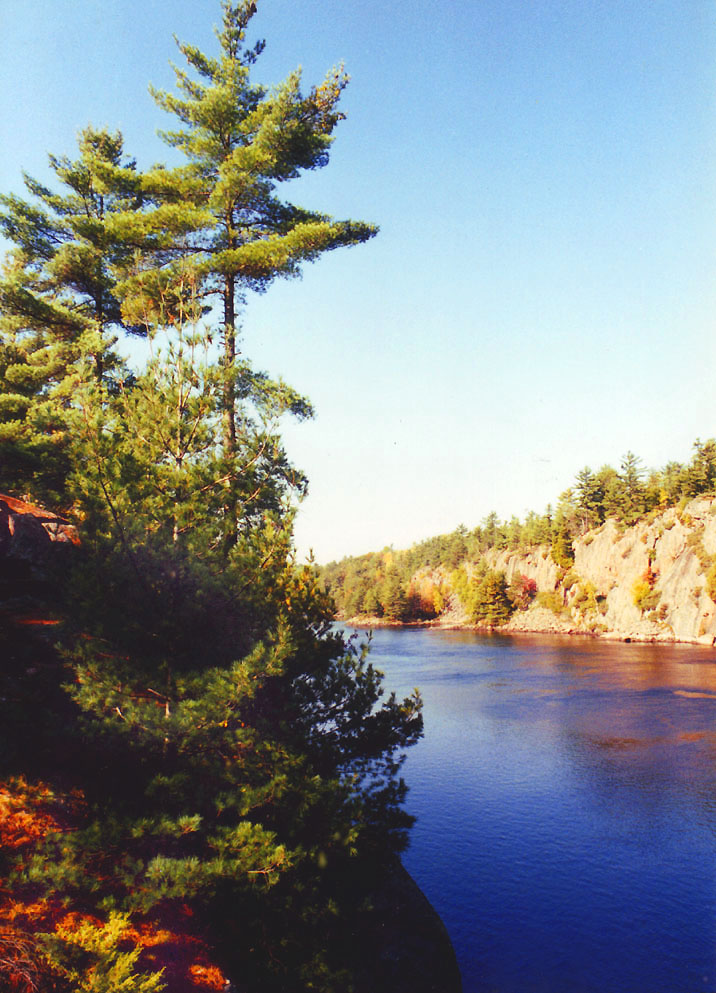
Френч-Ривер
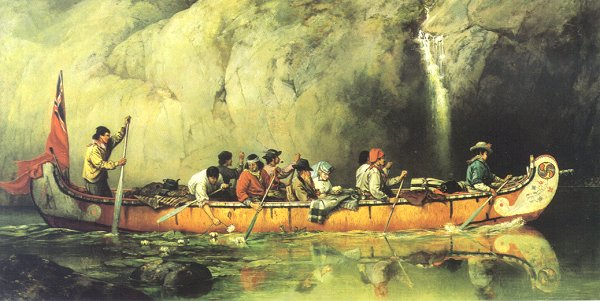
Франсис Анна Хопкинс Каноэ вояжёров, проплывающее мимо водопада, 1869